# بيرسيرك (مسلسل تلفزيوني 2016)
بيرسيرك (باليابانية: ベルセルク) انيمي مقتبس من سلسلة مانغا بيرسيرك من كتابة ورسم كينتارو ميورا، واقتبس الانيمي آرك العقاب، وعرض في عام 2016، وقد أعلن عن موسم ثاني للأنمي عرض في 7 نيسان 2017.

## القصة
بنيران مشتعلة في قلبه، يتابع السياف الأسود غاتس رحلته اللامنتهية ظاهريًا من أجل للانتقام. يقف في طريقه مجرمون فظيعون وأروح شريرة خيالية وابن إله تقيّ. يتابع غاتس قتاله لأعدائه الذين يملكون قوىً منفرة وخارقة مع أنّ ذلك يستنفد حياته بجسده وسيفه وقوته البشرية فقط.

## الشخصيات
- غاتس (باليابانية: ガッツ)

مؤدي الصوت: هيروكي اواناغا.
- غريفيث/فيمتو (باليابانية: グリフィス)

مؤدي الصوت: تاكاهيرو ساكوراي.
- فارنيزي (باليابانية: ファルネーゼ)

مؤدي الصوت: يوكو هيكاسا.
- سيربيكو (باليابانية: セルピコ)

مؤدي الصوت: كازويوكي أوكيتسو.
- أيشيدورو (باليابانية: イシドロ)

مؤدي الصوت: هيرو شيمونو.

## الحلقات

### الموسم الأول
| رقم الحلقة | عنوان الحلقة                                                                         | تاريخ العرض الأصلي |
| --- | ------------------------------------------------------------------------------------ | ------------------ |
| 1 | «سيف قاتل التنين الضخم» "Ryūkoroshi no taiken" (竜殺しの大剣)                        | 1 يوليو 2016       |
| يظهر شخص برداء أسود في إحدى الحانات وينقذ طفلًا جنّيًا من أيادي قطاع الطرق، وفي وقت لاحق يتوقف رجل ليقله في عربته وبعد وقت قصير تتهرض العربة من قبل أرواح شريرة.                |                                                                                      |                    |
| 2 | «فرسان السلسلة الحديدية المقدّسة» "Seitessa Kishidan" (聖鉄鎖騎士団)                  | 8 يوليو 2016       |
| يمسك فرسان السلسلة الحديدية بصعوبة بغاتس المصاب بعد معركته السابقة، وبعدما يأخذوه إلى مخيمهم تستجوبه قائدتهم وتملي عليه خطاياه.                                              |                                                                                      |                    |
| 3 | «ليلة المعجزات» "Kiseki no yoru" (奇跡の夜)                                          | 15 يوليو 2016      |
| يهرب غاتس من قبضة فرسان السلسلة الحديدة آخذًا قائدتهم التي لا ترى الجان كرهينة، ويتوجه نحو قصرٍ قديم يجد فيه أحد أهدافه التي كان يسعى إليها منذ مدة.                           |                                                                                      |                    |
| 4 | «بيان» "Keiji" (啓示)                                                                | 22 يوليو 2016      |
| يرى غاتس رؤيا عن كاسكا فيقلقه ذلك، ثم يتّجه إلى مكانها ليجدها مختفية فيزيد قلقه. لذا يقرر الذهاب إلى المكان الذي رآها فيه في حلمه وهو الأرض المقدسة.                          |                                                                                      |                    |
| 5 | «برج الإدانة» "Danzai no tō" (断罪の塔)                                              | 29 يوليو 2016      |
| يواصل غاتس طريقه نحو برج الإدانة حيث جميع أنواع التعذيب بحثًا عن كاسكا قلقًا من الرؤيا التي رآها، وفي طريقة يلتقي بالفتى إيشيدورو الذي يريد أن يصبح سيافا.                     |                                                                                      |                    |
| 6 | «وليمة ليل: تحترق عند الوتد» "Hiaburi no yaen" (火あぶりの夜宴)                      | 5 أغسطس 2016       |
| يتابع غاتس ركضه نحو الأرض المقدسة بحثًا عن كاسكا دون استراحة. هذه الأخيرة تتبع إحدى الفتيات إلى مكان حيث يحيط بها بعض الرجال ويكشفون عن وجهها. يتسبب ذلك بشيء غير متوقع.      |                                                                                      |                    |
| 7 | «المشعوذة السوداء» "Kuroki majo" (黒き魔女)                                          | 12 أغسطس 2016      |
| عد ما حدث مع كاسكا ولوكا ونينا أصبح الناس يحضرون هدايا لكاسكا، لكن نينا خائفة من أن يبلغ عنهم أحد ما، وبالفعل تم القبض على أحد فتيات لوكا. وفي تلك اللحظة يصل السياف الأسود. |                                                                                      |                    |
| 8 | «لقاء في وكر الشر» "Makutsu no saikai" (魔窟の再会)                                  | 19 أغسطس 2016      |
| أخيرًا يصل غاتس إلى كهف المنشقين في اللحظة المناسبة لإنقاذ كاسكا، في مواجهة قوية بينه وبين الماعز الشيطاني الذي يريد أخذها، فهل سيتمكن غاتس من استعادة كاسكا.                 |                                                                                      |                    |
| 9 | «تدفق دم الموتى» "Mōja no ketsuryū" (亡者の血流)                                     | 26 أغسطس 2016      |
| تشي نينا بكاسكا، ويأخذها الحراس إلى غرف التعذيب حيث موزغوس الذي يأمر بالبدء في تعذيبها، وفي ذلك الحين تظهر وحوش من العدم فجأة.                                               |                                                                                      |                    |
| 10 | «ملائكة الجحيم» "Herusu Enjerusu" (ヘルス·エンジェルス)                              | 2 سبتمبر 2016      |
| يجد غاتس نفسه في قتال مع حراس موزغوس الذين يمتلكون أجنحة على ظهورهم وقوة هائلة بينما يبتعد موزغوس بكاسكا بين يديه محلّقًا في السماء أمام عين غاتس.                             |                                                                                      |                    |
| 11 | «ظلال الأفكار» "Idea no Kage" (イデアの影)                                           | 9 سبتمبر 2016      |
| يأخذ العامة كاسكا ويقيدونها إلى الوتد لحرقها. يحاول غاتس شق طريقه ليسرع نحوها لإنقاذها لكن لا يمكنه الوصول في الوقت المناسب.                                                 |                                                                                      |                    |
| 12 | «أولئك الذين يتشبثون، وأولئك الذين يكافحون» "Sugarumono Mogakumono" (縋る者もがく者) | 16 سبتمبر 2016     |
| تحاول المجوعة الصمود حتى طلوع الشمس في محاولة للنجاة، وفي خضم كل ذلك يسمع باك أصوات الأحياء والأموات تنادي بشيء واحد.                                                        |                                                                                      |                    |

### الموسم الثاني
| رقم الحلقة | عنوان الحلقة                                                                | تاريخ العرض الأصلي |
| --- | --------------------------------------------------------------------------- | ------------------ |
| 13 | «عالَم الإيجار» "Hokorobu Sekai" (ほころぶ世界)                              | 7 نيسان 2017       |
| يعود غاتس إلى منزل ريكّيرت ليتفاجأ بوجود ضيف بانتظاره، وذلك الضيف هو شخص كان غاتس يتوق لرؤيته                             |                                                                             |                    |
| 14 | «رحلة الشتاء» "Fuyu no Tabiji" (冬の旅路)                                   | 7 نيسان 2017       |
| تظهر فارنيزي ومساعدها أمام غاتس وتطلب منه السماح لها بمرافقته في رحلته                                                   |                                                                             |                    |
| 15 | «علَم السيف الطائر» "Hi Ken no Mihata" (飛剣の御旗)                          | 14 نيسان 2017      |
| يظهر غريفيث متبوعًا برجال لا أحد يعرف من أين أتوا، يمنحون ولاءهم له واحدً تلو الآخر                                        |                                                                             |                    |
| 16 | «غابة الوحوش الشيطانية» "Kemono Oni no Mori" (獣鬼の森)                     | 21 نيسان 2017      |
| يكمل غاتس رحلته برفقة عضوين جديدين، وفي طريقهم يدخلون غابة مليئة بوحوش الجبابرة ويلتقون بساحرة                           |                                                                             |                    |
| 17 | «عالم الأرواح» (幽界-かくりよ)                                              | 28 نيسان 2017      |
| يصل غاتس والبقية إلى منزل الساحرة التي كانت في انتظارهم، ويمضون الليلة هناك قبل أن يغادروا في الصباح التالي              |                                                                             |                    |
| 18 | «قتال من أجل البقاء ضد الفيلق الشيطاني» "Ma-gun to no Shitō" (魔群との死闘) | 5 أيار 2017        |
| يصل غاتس ورفاقه إلى القرية التي عزموا على مساعدتها، لكنّهم يفاجؤون برفض كاهنهم لمساعدتهم                                  |                                                                             |                    |
| 19 | «الصلاة السرية» "Inori no Ōgi" (祈りの奥義)                                 | 12 أيار 2017       |
| 20 | «فساد القبالة» "Kurifoto no Odaku" (クリフォトの汚濁)                       | 19 أيار 2017       |
| يذهب غاتس وشيركي وإيشيدورو والجنيتان للبحث عن فارنيزي وكاسكا اللتان أخذهما الجبابرة، وهناك يجدون أنفسهم في عرين للجبابرة |                                                                             |                    |
| 21 | «الدرع الهائج» "Bāsākā no Katchū" (狂戦士の甲冑)                            | 26 أيار 2017       |
| 21.5 | «ذكريات الساحرة» "Honō no Tabidachi" (炎の旅立ち)                           | 9 حزيران 2017      |
| ذكريات من بداية رحلة غاتس وما صادفه من عوائق إلى لقائه بالساحرة الصغيرة                                                  |                                                                             |                    |
| 22 | "Tsugerareshi Kizashi" (告げられし兆し)                                     | 16 حزيران 2017     |

َ

## روابط أضافية
- الموقع الرسمي
 (باليابانية)
- بيرسيرك ( مسلسل تلفزيوني 2016) على موقع IMDb (الإنجليزية)
- بيرسيرك ( مسلسل تلفزيوني 2016) على موقع ليتربوكسد (الإنجليزية)
- بيرسيرك ( مسلسل تلفزيوني 2016) على موقع قاعدة بيانات الفيلم (الإنجليزية)
- بيرسيرك ( مسلسل تلفزيوني 2016) على موقع ANN anime (الإنجليزية)
- بيرسيرك ( مسلسل تلفزيوني 2016) على موقع ANN anime (الإنجليزية)